# Мещанство (характеристика личности)
Меща́нство — определение типа характера и личности человека. По одному определению, мещанин — человек, для которого характерны такие черты, как эгоизм, мелочность, скупость, отсутствие твёрдых убеждений, чувства ответственности перед обществом.
Ещё одно определение мещанства дал в своих трудах Гессе: «Мещанство подразумевало спокойное следование большинству, для ведения средней умеренной жизни, оно пытается осесть посредине между крайностями, в умеренной и здоровой зоне, без яростных бурь и гроз».
Русский и советский литературовед и социолог Иванов-Разумник писал: «Определяя возможно широко сущность этического мещанства, мы скажем, что мещанство — это узость, плоскость и безличность, узость формы, плоскость содержания и безличность духа; иначе говоря, не имея определенного содержания, мещанство характеризуется своим вполне определённым отношением к какому бы то ни было содержанию: самое глубокое оно делает самым плоским, самое широкое — самым узким, резко-индивидуальное и яркое — безличным и тусклым… Мещанство — это трафаретность, символ веры мещанства и его заветнейшее стремление — это „быть, как все“; мещанство как группа есть поэтому та „сплоченная посредственность“, которая всюду и всегда составляла толпу, доминирующую в жизни…» (История русской общественной мысли, т. I, стр. 15—16).
Это значение слова «мещанство» появилось во второй половине XIX века, в более раннее время оно обозначало лишь мещанское сословие, не имея негативной коннотации.